# Afraid of Heights
Afraid of Heights je čtvrté studiové album americké rockové skupiny Wavves. Vyšlo v březnu roku 2013 (vydavatelství Ghost Ramp, Mom + Pop Music a Warner Bros. Records) a jeho producentem byl John Hill, který na něm rovněž hrál na několik nástrojů. Vedle členů kapely se na nahrávce podílelo několik dalších hudebníků, mezi něž patří také zpěvačka Jenny Lewis a bubeník Michael Jerome. Obsahuje celkem dvanáct písní, přičemž na všech se autorsky podílel zpěvák Nathan Williams (na některých se podíleli jako spoluautoři i jiní členové kapely).

## Seznam skladeb
| Pořadí | Název                  | Délka |
| ------ | ---------------------- | ----- |
| 1.     | Sail to the Sun        | 3:15  |
| 2.     | Demon to Lean On       | 4:12  |
| 3.     | Mystic                 | 2:24  |
| 4.     | Lunge Forward          | 2:50  |
| 5.     | Dog                    | 3:12  |
| 6.     | Afraid of Heights      | 5:06  |
| 7.     | Paranoid               | 2:22  |
| 8.     | Cop                    | 1:58  |
| 9.     | Beat Me Up             | 2:21  |
| 10.    | Everything Is My Fault | 2:38  |
| 11.    | That's on Me           | 3:40  |
| 12.    | Gimme a Knife          | 2:55  |
| 13.    | I Can't Dream          | 5:14  |

## Obsazení
- Nathan Williams – zpěv, kytara, zvonkohra, bicí, perkuse, klavír, klávesy
- Stephen Pope – baskytara, kytara, zvonkohra, klávesy, doprovodné vokály
- Jorma Vik – bicí
- Zach Baird – mellotron, klávesy
- John Hill – kytara, klávesy, celesta, varhany, syntezátor, bicí, programování
- Phil Peterson – violoncello
- Jenny Lewis – doprovodné vokály
- Michael Jerome – bicí
- Mike Dillon – vibrafon